# Conquest
Conquest (bra: Madame Walewska; prt: Maria Walewska) é um filme norte-americano de 1937, do gênero romance, dirigido por Clarence Brown  e estrelado por Greta Garbo e Charles Boyer.

## Produção
Conquest é o único filme estrelado por Greta Garbo em que seu par tem um papel mais interessante que o seu. De fato, Charles Boyer, na pele de Napoleão, recebeu a maior parte da atenção da crítica da época, havendo quem dissesse, inclusive, que ele simplesmente roubou o filme.
Último dos sete filmes em que Greta Garbo foi dirigida por Clarence Brown,-- os outros foram Flesh and the Devil, A Woman of Affairs, Romance, Anna Christie,Inspiration e Anna Karenina --, Conquest, ao tratar do adultério, teve problemas com a censura, o que obrigou os produtores a preparar quatro versões da película. Isso fez com que os custos ultrapassassem a casa dos dois milhões e meio de dólares, valor não recuperado nas bilheterias. O fracasso assinalou o início do declínio da atriz, que atuaria apenas mais duas vezes (em Ninotchka e Two-Faced Woman), antes de seu lendário recolhimento.
Segundo Ken Wlaschin, este é um dos onze melhores filmes de Charles Boyer, que foi lembrado pela Academia com uma indicação ao Oscar de Melhor Ator.

## Sinopse
Após conhecer a Condessa Marie Walewska durante um baile em Varsóvia, Napoleão Bonaparte tenta inutilmente seduzi-la com flores e cartas apaixonadas. Entretanto, a Condessa é chamada a sacrificar-se e, assim, salvar a Polônia. Humilhado, o marido vai a Roma anular o casamento, enquanto o imperador divorcia-se de Josefina. Quando Marie fica grávida, Napoleão anuncia que pretende desposar a Arquiduquesa Maria Luísa de Áustria.

## Premiações
| Patrocinador                                  | Prêmio | Categoria                                          | Situação |
| --------------------------------------------- | ------ | -------------------------------------------------- | -------- |
| Academia de Artes e Ciências Cinematográficas | Oscar  | Melhor Ator (Charles Boyer) Melhor Direção de Arte | Indicado |

## Elenco
| Ator/Atriz          |
| ------------------- |
| Greta Garbo         |
| Charles Boyer       |
| Reginald Owen       |
| Alan Marshal        |
| Henry Stephenson    |
| Leif Erickson       |
| Dame May Whitty     |
| Maria Ouspenskaya   |
| C. Henry Gordon     |
| Claude Gillingwater |
| Yakima Canutt       |
| Lane Chandler       |
| Henry Kolker        |